# Abrigo de la Ceja de Piezarrodilla
El abrigo de la Ceja de Piezarrodilla es un lugar arqueológico situado en Tormón, municipio de la provincia de Teruel (comunidad autónoma de Aragón, España).

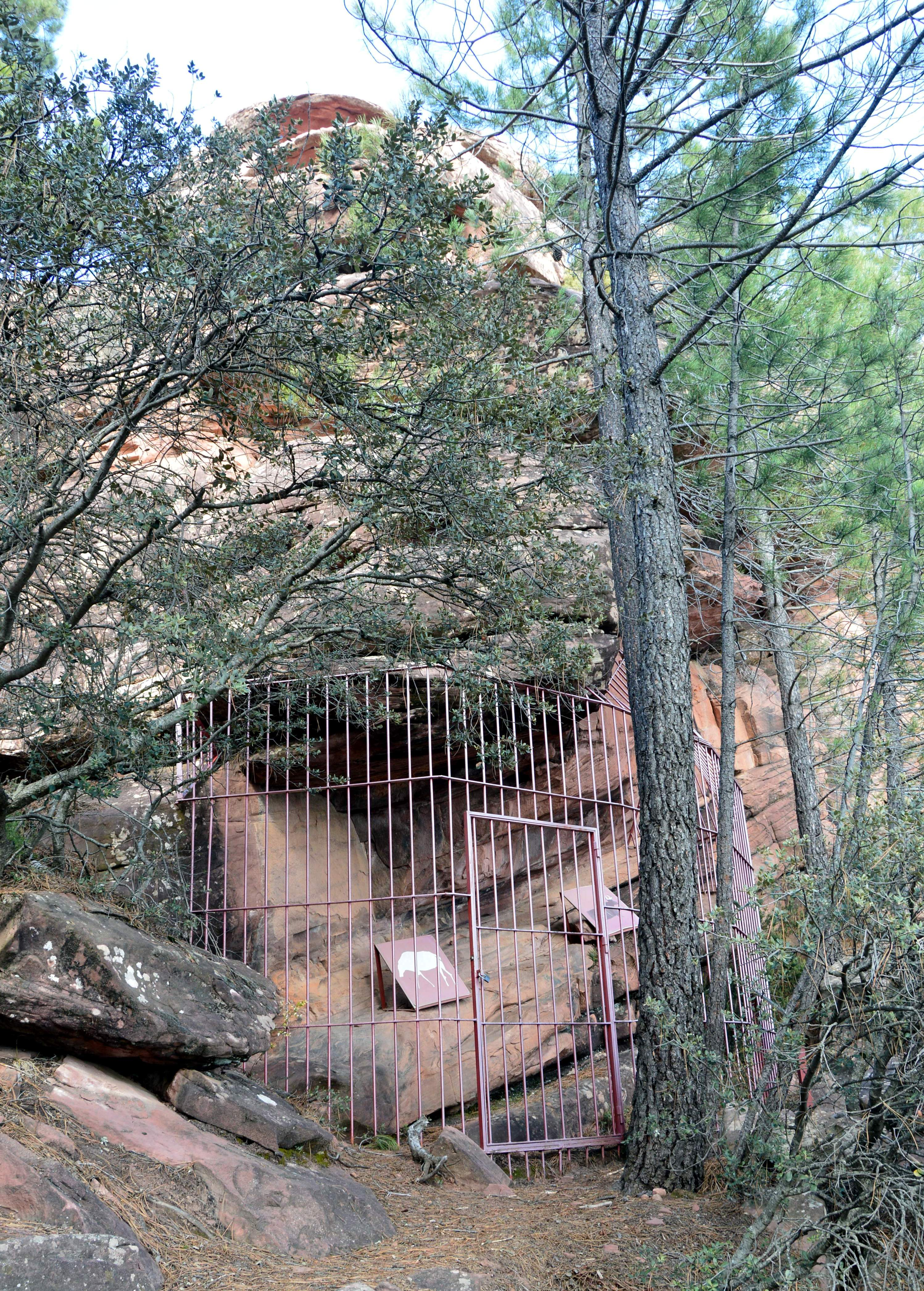
Abrigo de la Ceja de Piezarrodilla en Tormón, Parque Cultural de Albarracín (2018).

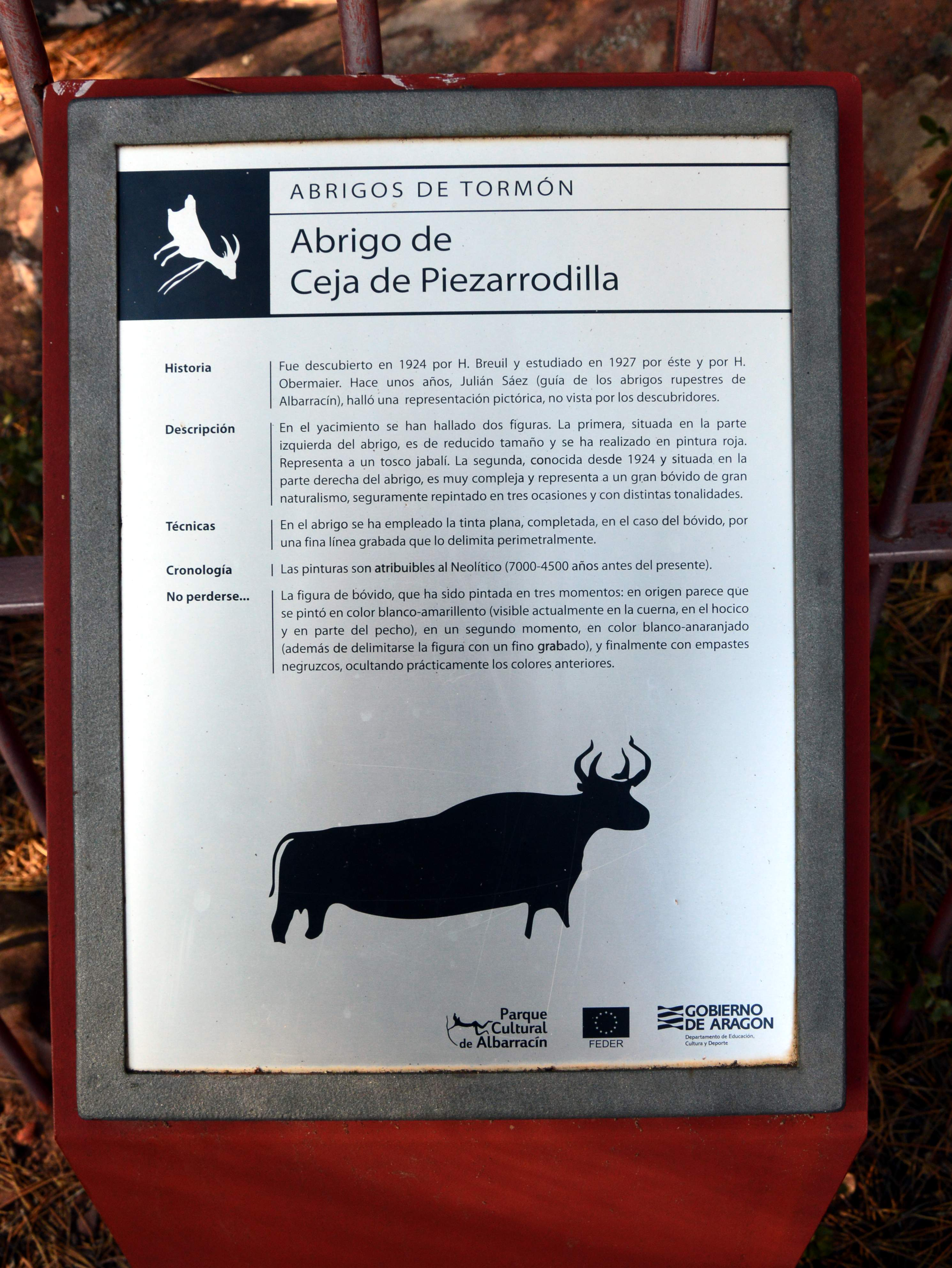
Detalle de panel ilustrado en el abrigo de la Ceja de Piezarrodilla de Tormón, Parque Cultural de Albarracín (2018).

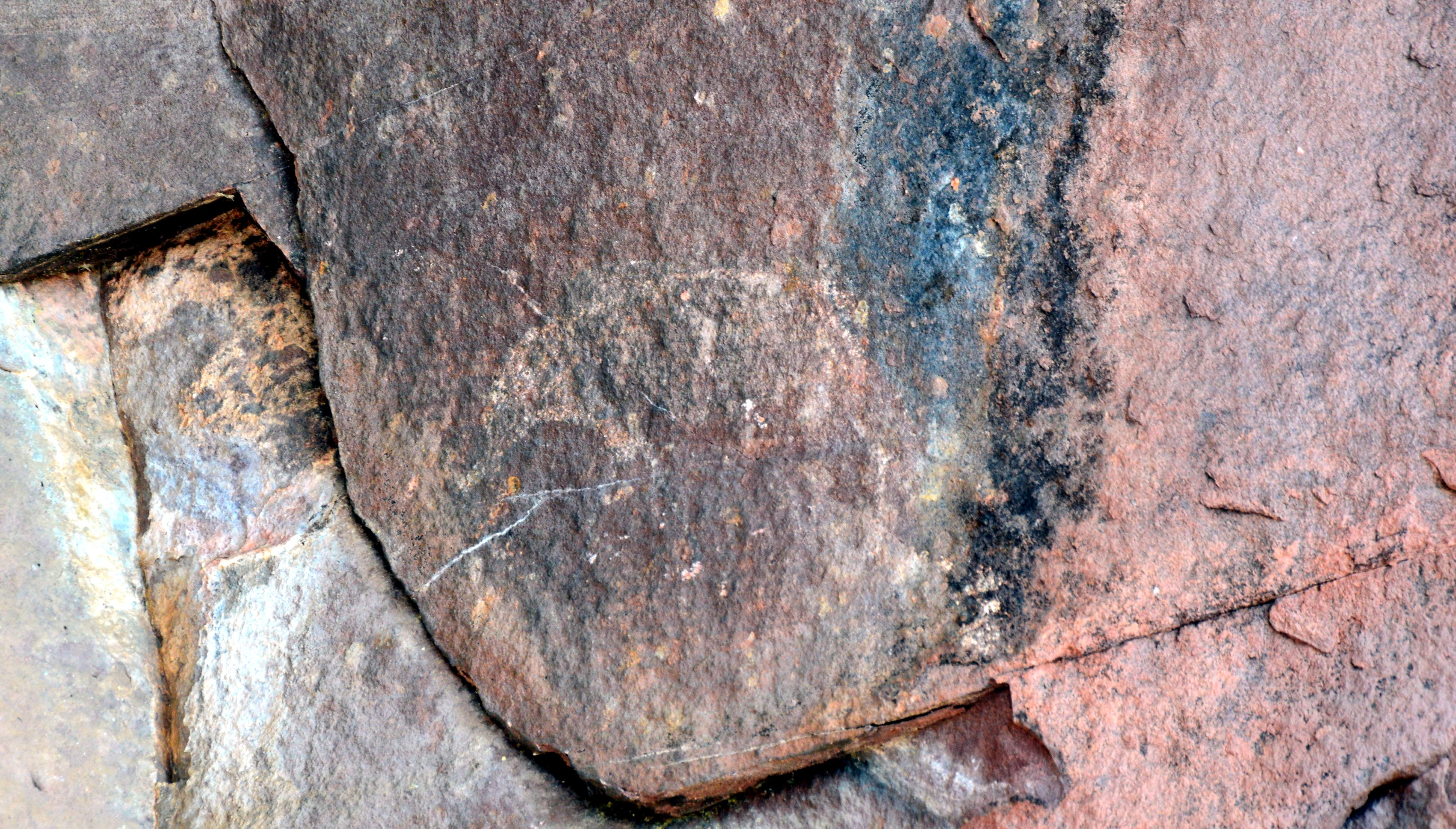
Detalle de cuadrúpedo (tratamiento digital: positivo) en la Ceja de Piezarrodilla de Tormón, Parque Cultural de Albarracín (2018).

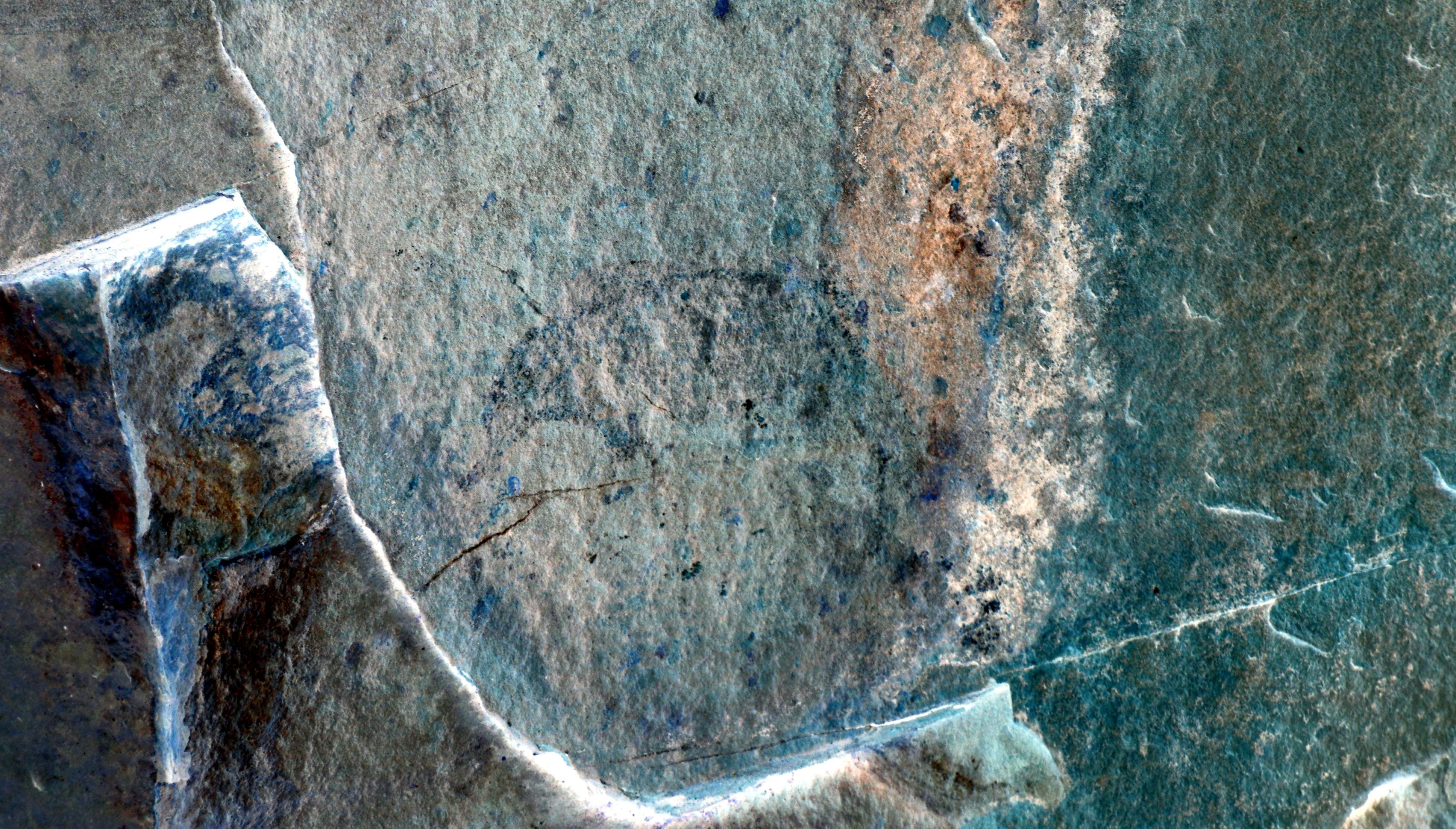
Detalle de cuadrúpedo (tratamiento digital: negativo) en la Ceja de Piezarrodilla de Tormón, Parque Cultural de Albarracín (2018).

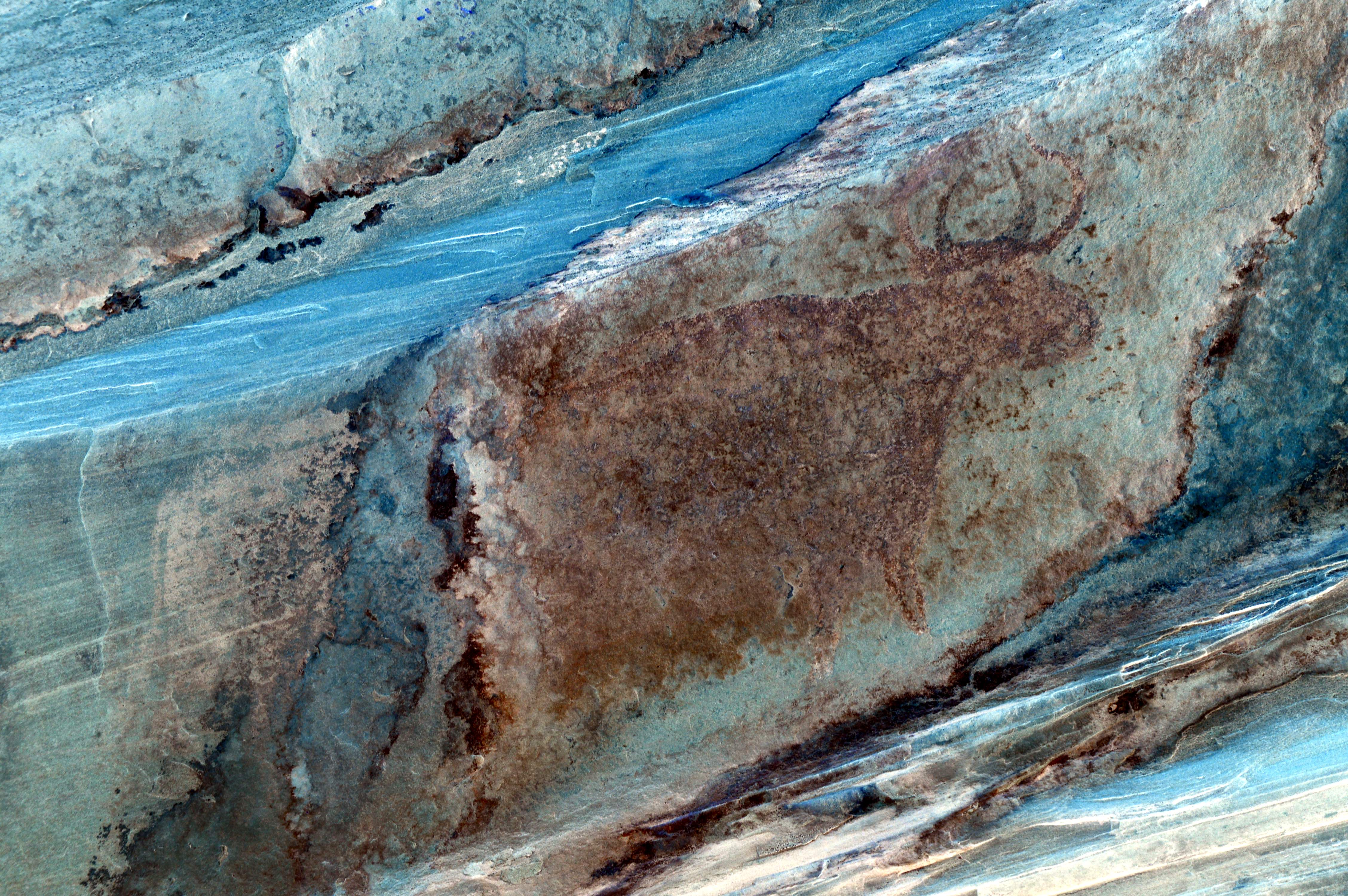
Detalle de bóvido (tratamiento digital: negativo) en la Ceja de Piezarrodilla de Tormón, Parque Cultural de Albarracín (2018).

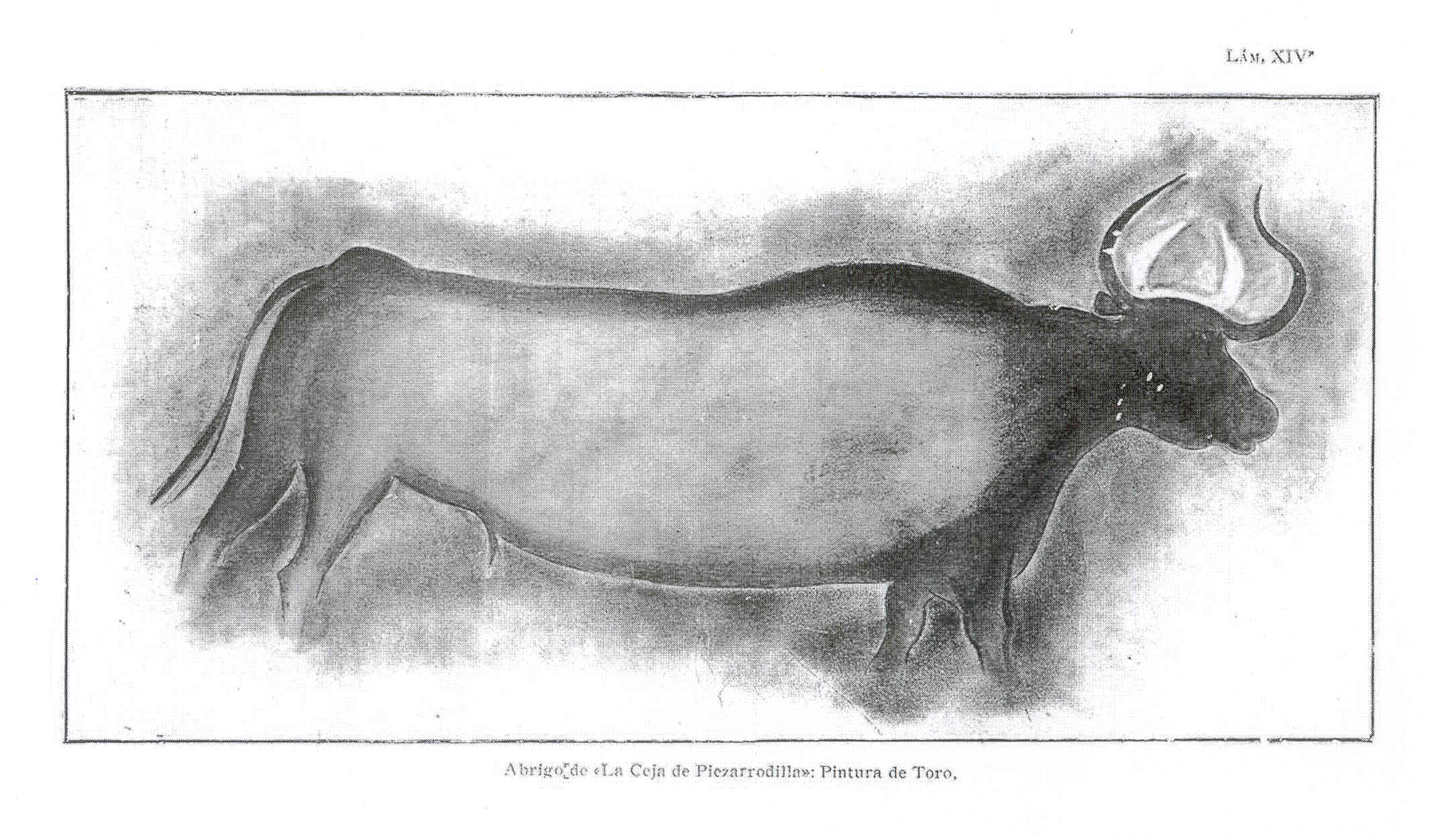
Detalle de pintura rupestre correspondiente al abrigo de la Ceja de Piezarrodilla (Lámina XIV: Tomado de Breuil y Obermaier, 1927).

Pertenece al conjunto de abrigos rupestres del «Prado de Tormón», del Parque Cultural de Albarracín, y es uno de los elementos individuales del conjunto del Arte rupestre del arco mediterráneo de la península ibérica, declarado Patrimonio de la Humanidad por la UNESCO (1998)  (ref. 874-646).

## Historia
Descubierto por Henri Breuil y Hugo Obermaier (1927), fue posteriormente examinado por otros estudiosos (Eduardo Hernández-Pacheco y Estevan, 1959; Antonio Beltrán Martínez, 1968 y 1993, y Fernando Piñón Varela, 1982). Mediados los años ochenta (1986), Julián Sáez, guarda-guía de los abrigos rupestres de Albarracín, descubrió en el abrigo una nueva figura que había pasado desapercibida.

## Ubicación y descripción
El abrigo se halla en próxima al abrigo de la Cerrada del Tío Jorge, en las inmediaciones de la casa Forestal de Tormón. Se ubica en la parte alta de un potente rodenal, inmediatamente por debajo del mirador de Piezarrodilla, desde donde se observa una magnífica vista del Prado de Tormón. La primera descripción de las pinturas de esta cueva corresponde Bruil y Obermaier (1927):

Esta covacha, situada a unos 100 metros sobre el nivel del valle, se abre también hacia el E., y domina el Prado de Tormón. Su acceso es bastante difícil, y encierra la figura de un toro, cuyo descubrimiento se debe igualmente al profesor H. Breuil. (Véase la lámina I; a)/ La pintura tiene 74 cm de largo, y es parecida a los toros de Albarracín y a la pintura núm. 23 del abrigo de “Los Toros”, pues su cuerpo es alargado, las patas bastante bajas, el hocico corto y los cuernos largos y en forma de lira. Está pintado en negro, siendo éste más intenso en la cabeza y en los bordes de la silueta. (Lámina XIV)/ Es curioso que haya sido pintado sobre otra figura blanca mucha más pequeña, que representaba también un toro, de la que solamente vemos su cornamenta de forma de media luna en el interior de la otra, que es de mayores dimensiones».
Las pinturas rupestres de los alrededores de Tormón (Teruel), Henri Breuil y Hugo Obermaier

Estudios posteriores hacen hincapié en la figura del gran bóvido (66,5 cm de largo x35 cm de alto) situado en la parte izquierda del abrigo (a 250 cm del suelo del abrigo y a 108 cm del suelo de la repisa sobre la que se pintó la pintó), repintado hasta en tres ocasiones y en varias tonalidades.
Los últimos estudios evidencian un cambio en la tonalidad cromática de la figura del bóvido, en relación con imágenes previas. Los investigadores piensan que los cambios en la coloración pueden deberse a una invasión de gérmenes sufrida por la pintura (líquenes, cianobacterias), causa de la pérdida de visibilidad de la pintura y que pone en riesgo su conservación en el futuro.
El segundo motivo pictórico del panel (que había pasado desapercibida hasta mediados los ochenta) se halla a la entrada del abrigo 447 cm del gran bóvido arriba descrito (a 130 cm de altura respecto de la repisa y a 241 cm del piso del abrigo):

Se trata de un motivo de tonalidad blanca, localizado casi a la entrada del abrigo, en un plano rocoso de orientación diferenciada con respecto a la figura anterior. [...] El motivo presenta un cuerpo, hasta cierto punto robusto que se caracteriza por las plasmación de unas patas finas y bien modeladas, sobre todo las delanteras,abiertas en “V” invertida. El cuello se presentó agachado, sin que se haya conservado o completado la cabeza.
Las pinturas rupestres de Bezas y Tormón (Teruel), Manuel Bea y Jorge Angás

Aunque inicialmente la figura se interpreta como un posible facóquero (jabalí), los últimos estudios tienden a considerar que se trata de un cérvido o équido que por deterioro del soporte ha perdido la cabeza o no se pintó.

## Técnicas pictóricas
Tinta plana, repintado en varias fases decorativas: inicialmente blanco-amarillento (visible actualmente en la cuerna, en el hocico y en la parte del pecho); en un segundo momento, en color blanco-anaranjado (además de delimitarse la figura con un fino grabado) y finalmente con empastes negruzcos, ocultando prácticamente los colores anteriores.-.

## Estilo
Levantino muy naturalista.

## Cronología
Neolítico (entre 7.000-5.000 años antes del presente).

## Información
Para la visita de los abrigos rupestres de Tormón resulta aconsejable la utilización de una «Guía Didáctica» –Sendero por el Arte Rupestre de Tormón (2017)-: editada por el Ayuntamiento de Tormón, en colaboración con la Dirección General de Cultura y Patrimonio del Gobierno de Aragón.